# I Can't Give You Anything but Love, Baby
"I Can't Give You Anything but Love, Baby" là bài hát jazz Mỹ phổ biến của Jimmy McHugh (phần nhạc) và Dorothy Fields (phần lời).

## Bản của Tony Bennett và Lady Gaga

### Xếp hạng
| Bảng xếp hạng (2014)              | Vị trí cao nhất |
| --------------------------------- | --------------- |
| Pháp (SNEP)                       | 173             |
| Italy (FIMI)                      | 76              |
| US Jazz Digital Songs (Billboard) | 1               |

### Lịch sử phát hành
| Vùng      | Ngày                | Định dạng              | Nhãn                           | Chú thích |
| --------- | ------------------- | ---------------------- | ------------------------------ | --------- |
| Nhiều nơi | 19 tháng 8 năm 2014 | Digital download       | Streamline Interscope Columbia |           |
| Ý         | 16 tháng 1 năm 2015 | Contemporary hit radio | Universal                      | [ 4 ]     |